# 아제르바이잔의 공휴일
아제르바이잔의 공휴일은 1921년 5월 19일에 헌법에 처음으로 규정되었다. 현재 아제르바이잔의 공휴일은 아제르바이잔 헌법에 의거하여 운영되고 있다.

## 휴일
| 날짜                   | 공휴일 명칭                 | 아제르바이잔 명칭                                 | 비고 |
| ---------------------- | --------------------------- | ------------------------------------------------- | ---- |
| 1월 1일 ~ 1월 2일      | 새해 첫날                   | Yeni il                                           |      |
| 1월 20일               | 순교자의 날                 | Qara Yanvar                                       |      |
| 3월 8일                | 여성의 날                   | Qadınlar günü                                     |      |
| 3월 20일 ~ 3월 24일    | 노브루즈 봄 축제            | Novruz                                            |      |
| 5월 9일                | 소비에트 연방 승리의 날     | Faşizm üzərinə qələbə günü                        |      |
| 5월 28일               | 독립기념일                  | Müstəqillik Günü                                  |      |
| 6월 15일               | 구세주의 날                 | Azərbaycan xalqının Milli Qurtuluş günü           |      |
| 6월 26일               | 아제르바이잔 군의 날        | Azərbaycan Respublikasının Silahlı Qüvvələri günü |      |
| 11월 8일               | 승리의 날                   | Zəfər Günü                                        |      |
| 11월 9일               | 국기의 날                   | Dövlət Bayrağı günü                               |      |
| 12월 31일              | 아제르바이잔 국제 연대의 날 | Dünya Azərbaycanlılarının Həmrəyliyi günü         |      |
| (이슬람력에 의해 변동) | 이드 알피트르               | Ramazan Bayramı                                   |      |
| (이슬람력에 의해 변동) | 이드 알아드하               | Qurban Bayramı                                    |      |

## 기념일
- 1월 30일: 아제르바이잔 세관의 날
- 2월 2일: 아제르바이잔 청소년의 날
- 2월 11일: 수익 서비스의 날
- 2월 26일: 코잘리 대학살 추념의 날
- 3월 5일: 체육의 날
- 3월 23일: 아제르바이잔 환경 및 천연자원부의 날
- 4월 10일: 건조자의 날
- 5월 10일: 꽃의 날
- 6월 2일: 민간 항공의 날
- 6월 5일: 매립의 날
- 6월 18일: 인권의 날
- 6월 20일: 가스 부문의 날
- 7월 2일: 아제르바이잔 경찰의 날
- 7월 9일: 아제르바이잔 외교부 직원의 날
- 7월 22일: 아제르바이잔 국가 언론의 날
- 8월 1일: 아제르바이잔어와 알파벳의 날
- 8월 2일: 아제르바이잔 영화의 날
- 9월 15일: 지식의 날
- 9월 18일: 국민 음악의 날
- 9월 20일: 아제르바이잔 석유와 석유 노동자의 날
- 9월 27일: 현충일
- 10월 1일: 아제르바이잔 검찰의 날
- 10월 13일: 아제르바이잔 철도의 날
- 10월 18일: 독립 주권 회복의 날
- 11월 6일: 바쿠 메트로 직원의 날
- 11월 12일: 제헌절
- 11월 17일: 국가 부흥의 날
- 11월 22일: 아제르바이잔 정의의 날
- 12월 6일: 아제르바이잔 통신정보기술부의 날
- 12월 12일: 하이다르 알리예프 추모의 날
- 12월 16일: 아제르바이잔 비상사태의 날